# João Schmidt
João Schmidt (sinh ngày 19 tháng 5 năm 1993) là một cầu thủ bóng đá người Brasil.

## Sự nghiệp câu lạc bộ
João Schmidt hiện đang chơi cho Nagoya Grampus.